# Café Gijón
Il Café Gijón (noto anche come Gran Café de Gijón) è un caffè culturalmente significativo situato al numero 21 del Paseo de Recoletos, il viale principale del centro di Madrid.

## Storia
Il caffè fu fondato il 15 maggio 1888 da Gumersindo Gómez (forse Gunmersindo García) e, nonostante gli inizi modesti, dopo la guerra civile spagnola divenne un luogo di incontro di intellettuali, scrittori e artisti conosciuti collettivamente come Generazione del '36. Era conosciuto anche dalle star di Hollywood e dagli scrittori stranieri tra i quali Ava Gardner, Orson Welles, Joseph Cotten, George Sanders e Truman Capote.

## Tertulias
Queste erano alcune delle più famose tertulias (riunioni o discussioni regolari che si tenevano presso il caffè):
- La tertulia de los poetas un angolo dei poeti guidato da Gerardo Diego;
- La juventud Creadora ("Gioventù creatrice" o Garcilasismo) fu una delle principali correnti della poesia spagnola del dopoguerra;
- La Tertulia de Escritores y Lectores che era guidata dall'Ateneo de Madrid, un'istituzione culturale privata che promuoveva il talento scientifico, letterario e artistico, e vagamente associata al movimento Institución Libre de Enseñanz che creò la vicina Residencia de Estudiantes;

## Premio Café Gijón

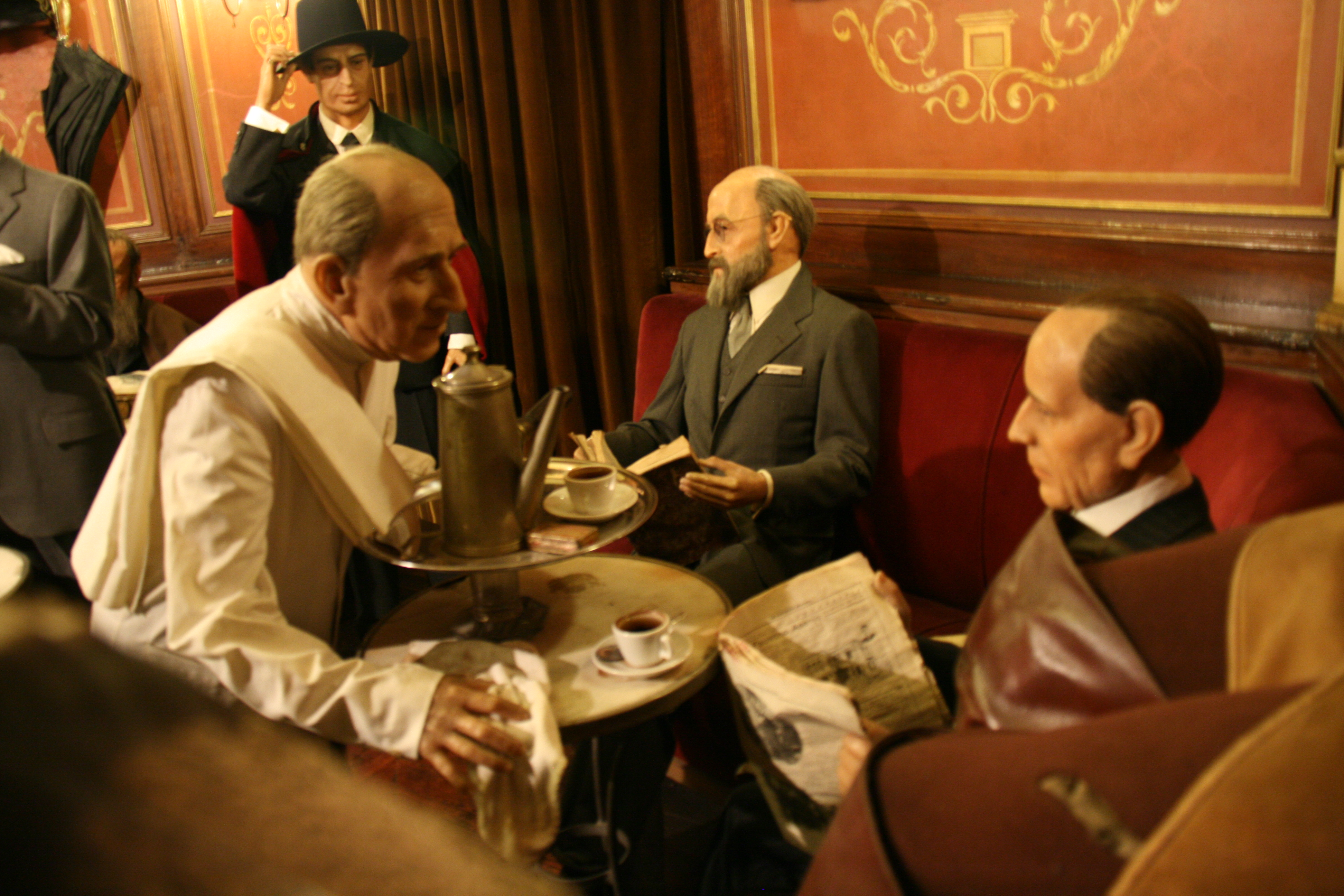
Una scena del caffè esposta nel vicino museo delle cere

II Premio Café Gijón è un premio letterario annuale spagnolo per un romanzo eccezionale. L'idea, concepita nel 1949 da Fernando Fernán Gómez, Gerardo Diego, Camilo José Cela, Enrique Jardiel Poncela e altri leader delle Tertulias era quella di promuovere questi incontri e di creare un premio indipendente per competere con il Premio Nadal, che era organizzato dagli editori commerciali. Anche se il premio venne originariamente gestito dal Café Gijón, ed è ora finanziato dall'agenzia del turismo della città portuale settentrionale di Gijón nelle Asturie, si occupa solo della diffusione della letteratura di qualità e della promozione di autori il cui lavoro non potrebbe altrimenti essere pubblicato per mancanza di fondi. Anche se i vincitori non ricevono alcun premio finanziario, il premio attira una notevole attenzione mediatica che promuove sia gli autori vincitori che, naturalmente, gli sponsor del premio.

## Caratteristiche

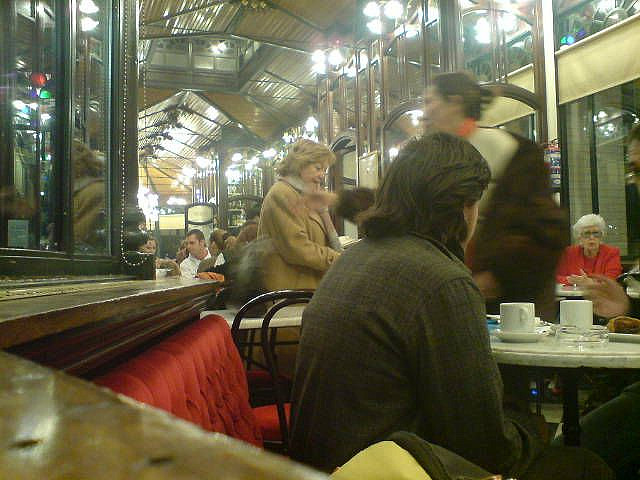
Interno del locale.

La facciata esterna è in marmo marrone con finiture in legno e tre grandi finestre che si affacciano sulla stretta pavimentazione del Paseo de Recoletos. Dall'altro lato della strada, sulla passeggiata laterale che funge da viale, si trova l'originale terrazza estiva, rinnovata nel 2005. Il locale ha una capacità di 35-40 tavoli ed è stato in parte rinnovato come ristorante. Ha ancora i tavoli di marmo nero e alcuni elementi della decorazione tradizionale dei café de tertulia, con le pareti rivestite di legno e quadri donati al caffè da artisti. Il pavimento è piastrellato in marrone e avorio chiaro.